# 聖川丸 (特設水上機母艦)
聖川丸（きよかわまる）は、川崎汽船の神川丸型貨物船の二番船。太平洋戦争では特設水上機母艦、特設運送艦として運用され、戦争末期および戦後すぐに損傷、沈没したものの復旧して、再び貨物船として活躍した。

## 船歴
当初予定されていた船名案は「清川丸」であった。川崎汽船では優秀船隊整備計画を掲げ、1935年（昭和10年）にタンカー「建川丸」（10,091トン）を建造して就役させたのに続いてニューヨーク航路用の貨物船4隻の建造を決めたが、その際に4隻の船名を川崎汽船社内で応募したところ、「神川丸」「清川丸」「君川丸」「國川丸」という船名案がそろった。しかし、「神聖君國」の意義付けとの兼ね合いもあり、最終的には「清」を「聖」に変えた。なお、「聖」と書いて「きよ」と読ませるのは、「聖」の名のりの一つとして存在している。
川崎造船所にて竣工後、処女航海で横浜とサンフランシスコ間を10日19時間6分で走破して最短記録を更新している。その直後の8月12日、瀬戸内海中の瀬浮標北西にて宇高連絡船第一宇高丸（鉄道省、312トン）と衝突してこれを沈没させるという事故を起こす。日米通商航海条約失効後も北米航路に就航し続け、1941年（昭和16年）9月28日付で日本海軍に徴傭され、10月5日付で特設水上機母艦として入籍。徴傭に先立つ9月20日から横須賀海軍工廠で艤装工事が行われたが、工事に遅れが生じて 竣工は11月15日となった。10月1日、または11月10日か12月1日 に第四艦隊（井上成美中将・海軍兵学校37期）付属となり、12月2日にサイパン島に進出する（または12月2日ごろに内地を出発し、12月6日にサイパンに到着）。
開戦劈頭のグアム攻略戦では飛行機隊のみが参加して偵察攻撃に従事。12月13日に出港してルオットに移動し、ウェーク島攻略部隊に編入され、第二次ウェーク島攻略作戦に参加。敵味方入り乱れる乱戦の最中に、搭載機をもって偵察攻撃に従事した。1機が燃料切れでウェーク島沿岸に不時着して特設巡洋艦「金龍丸」（国際汽船、9,309トン）に収容された他は、特に被害はなかった。年改まって1942年（昭和17年）1月のラバウル攻略作戦にも参加。次いで3月のラエおよびサラモア攻略戦に参加するが、3月10日にオーエンスタンレー山脈を越えて飛来してきた空母「レキシントン」基幹のアメリカ第11任務部隊（ウィルソン・ブラウン中将）と、「ヨークタウン」を基幹とする第17任務部隊（フランク・J・フレッチャー少将）の艦載機による奇襲を受け、至近弾により機械室に浸水。攻略部隊の他の諸艦艇も多大な損害を蒙る。損傷復旧のため、飛行機隊をラバウルで降ろして 4月8日に横須賀に帰投後、三菱横浜造船所で修理が行われる。その最中の4月18日にはドーリットル空襲に遭遇する。修理後の6月にはラバウルに進出。ラバウル、カビエン、サラモアおよびツラギ島に派遣されている飛行機隊も哨戒や船団護衛に出動した。10月11日にはブカ島近海を行動中に爆撃を受けて損傷。その後、12月1日付で特設運送艦に類別変更された。
「聖川丸」は、1943年1月から2月にかけて行われた第四十一師団主力の青島からウェワクへの輸送である丙三号輸送に参加。「靖国丸」、駆逐艦「磯波」とともに第三輸送隊となった。2月7日に青島を出発し、パラオ到着後に輸送部隊の編制替えが行われて、第三輸送隊には「浮島丸」と駆逐艦「秋雲」、「長月」が加わった。また、パラオでは追加で陸軍部隊が乗せられた。第三輸送隊は2月21日にパラオを出発し、2月24日にウェワクに到着した。「聖川丸」の輸送内容は人員1252名、車両17両、物件6734梱であった。
4月以降は南西方面艦隊（高須四郎中将・海兵35期）付属運送艦として、セレベス島方面で行動する。9月11日にはマカッサルで爆撃を受けて損傷。1944年（昭和19年）に入り、パラオおよびダバオ方面への輸送任務に従事。その最中の4月11日には、駆逐艦「秋雲」と会合してダバオからサンボアンガに向かう予定となっていたが、「秋雲」はアメリカ潜水艦「レッドフィン」の攻撃を受けて沈没した。6月1日付で南西方面艦隊付属から補給部隊に転じ、アンボンからスラバヤを経由して昭南（シンガポール）に回航される。昭南回航後、ビンタン島産のボーキサイトを積み、7月14日昭南発のヒ68船団に加入して門司に向かう。ヒ68船団は7月20日にマニラに寄港して加入船の顔ぶれを一部改めた上で7月23日に出港。11.5ノットの速力で北上したが、7月25日に至ってアメリカ潜水艦「アングラー」、「フラッシャー」および「クレヴァル」からなるウルフパックの攻撃を受ける。7月25日午後の攻撃では陸軍輸送船「安芸丸」（日本郵船、11,409トン）と「東山丸」（大阪商船、8,666トン）が「クレヴァル」からの攻撃を受けたが、両船とも回避した。全速力で北上を続けたが、翌7月26日3時14分頃、「フラッシャー」からの魚雷が「安芸丸」、「東山丸」および逓信省TM型タンカー「大鳥山丸」（三井船舶、5,280トン）に命中して「大鳥山丸」沈没、「安芸丸」および「東山丸」航行不能の被害を受けたのに続き、5時ごろ、「アングラー」から発射された6本ないし4本の魚雷のうち、1本が一番船倉に命中して船首部が浸水する。一時は最大速力が7ノットしか出なかったが、やがて11ノットまで回復して海防艦「平戸」の護衛により高雄に入港。馬公に回航の上応急修理が行われ、修理後は基隆に移動し、タモ26船団に加入して門司に向かい8月27日に到着。呉海軍工廠で本格的修理が行われた。修理後の11月14日、ヒ81船団に加入して高雄に向かう。11月25日にヒ81船団と別れて高雄に入港し、荷役作業の後12月8日にマモ25船団に加入して門司に向かい、12月16日に到着した。
1945年（昭和20年）1月29日、ヒ93船団に加入して門司を出港。中国大陸間沿岸部の島嶼間を縫って南下し、2月5日に船団と分離して海南島楡林に到着。帰途はヒ88C船団に加入して舟山列島まで同行し、次いでタモ44船団に加わって門司に到着。アメリカ軍が沖縄諸島に近接しつつある3月16日、モタ43船団に加わって基隆に向かう。船団は朝鮮半島南岸、黄海を通過して大陸沿岸部に取り付くが、3日後の3月19日に長江河口付近でアメリカ潜水艦「バラオ」の攻撃により特設運送船「筥崎丸」（日本郵船、10,413トン）が沈没し、同じく特設運送船「辰春丸」（辰馬汽船、6,344トン）が大破して上海に入港した。この攻撃をかわして3月26日に基隆に到着し、航空燃料用ブタノールの原料となる砂糖と台湾からの引揚者を乗せ、台湾航路貨客船「日光丸」（東亜海運、5,057トン）とタモ53船団を構成して沖縄戦開始当日の4月1日に基隆を出港する。4月7日に青島に仮泊の後、山東半島沿いに東進するが、4月9日、山東半島東端沖に達した船団はアメリカ潜水艦「ティランテ」の攻撃を受け、「日光丸」が沈没。「日光丸」の遭難者273名を収容した後、釜山を経て4月13日に門司に到着した。川崎重工業で整備の後、青島、上海方面に向かうため瀬戸内海を西航するが、5月24日に本山（山陽小野田市）沖で触雷して呉に入港し、呉海軍工廠に入渠した。その後は外洋に出ることもままならず、7月24日 にアメリカ第38任務部隊（ジョン・S・マケイン・シニア中将）の艦載機の攻撃を受けて室津半島志田海岸（上関町）に擱座し、その状態で8月15日の終戦を迎えた。その後、11月22日に荒天により横転して沈没し、11月30日付に除籍され1946年（昭和21年）8月10日付で解傭された。
1948年（昭和23年）、連合国軍最高司令官総司令部（GHQ）は沈没船の引き揚げ復旧を許可。これを受けて川崎重工業のサルベージ部門の手によって引き揚げ作業が行われ、100トンの武装と200トンの泥などを取り除き、12月9日に浮揚。播磨造船所呉船渠で仮修理を行った上で川崎重工業に曳航して本格的な修理に取り掛かり、1949年（昭和24年）10月20日に復旧工事を終えて船舶運営会に引き渡された。なお、川崎重工業のサルベージ部門はこの引き揚げが最後の事業となり、1950年に廃止された。復旧なって早くも11月8日にフィリピンへ鉄鉱石を積み取りのため神戸港を出港し、ラングーン、バンコクおよびシンガポールへ米やボーキサイトの積み取りにも出向いた。
翌1950年（昭和25年）、4月に船舶運営が民営に戻り、8月に北米航路の再開がGHQにより許可されるとシアトル航路に就航し、昭和25年8月24日に再開第1船として神戸港を出港しシアトルに向かった。1952年（昭和27年）には戦没した同型船の船名を襲名した神川丸型貨物船（二代目）3隻 と組んで、再開されたニューヨーク航路に復帰した。1953年（昭和28年）7月1日には、この日から稼動した川崎重工業の新造浮ドックに第1船として入渠した。1963年（昭和38年）8月15日、系列会社の神戸汽船に移籍し、以降も川崎汽船のチャーター船として活動した。その後1969年（昭和44年）12月14日に台湾の船主に売却され、解体のため高雄に到着した後に解体された。

## 艦長
艦長
- 中村忍 大佐：1941年10月4日[75] -　1942年9月30日
- 樋口昿 大佐：1942年9月30日[76] -　1942年12月1日

特務艦長
- 樋口昿 大佐：1942年12月1日 - 1942年12月13日
- 原精太郎 大佐：1942年12月13日 - 1943年4月12日[77]
- 藤澤孝政 大佐：1943年4月12日[78] -　1943年12月26日
- 大塚幹 大佐(少将)：1943年12月26日 - 1945年3月3日[79]
- 後藤権造 大佐：1945年3月3日[80] -

## 姉妹船
- 神川丸
- 君川丸
- 國川丸
- 宏川丸